# Барт Меєрс
Барт Меєрс (нід. Bart Meijers, нар. 10 січня 1997, Бреда) — нідерландський футболіст, захисник марокканського клубу «Відад» (Касабланка). Виступав також за низку нідерландських і закордонних клубів.

## Ігрова кар'єра
Барт Меєрс народився 1997 року в місті Бреда. Розпочав займатися футболом у юнацькій команді клубу «Росендал», пізніше перейшов до юнацької команди клубу «НАК Бреда». У 2015 році Меєрс розпочав грати за першу команду клубу «НАК Бреда», в якій виступав до 2018 року, після чого керівництво клубу віддало гравця в річну оренду до клубу «Гелмонд Спорт».
З 2019 до 2020 року футболіст грав у складі клубу «Алмере Сіті». У 2020 році нідерландський захисник став гравцем румунського клубу «Петролул», у складі якого грав до 2024 року, та став одним із основних гравців захисту команди. Протягом 2024—2025 років Меєрс грав у складі боснійського клубу «Борац» (Баня-Лука). У 2025 році футболіст безпосередньо перед початком клубного чемпіонату світу перейшов до складу марокканського клубу «Відад» (Касабланка).